# Montreuil (Seine-Saint-Denis)
Montreuil, igualmente chamada de Montreuil-sous-Bois, é uma comuna francesa situada na região metropolitana de Paris, mais precisamente no departamento de Seine-Saint-Denis, na região de Île-de-France. É a segunda vila mais populosa do departamento, e a quinta mais populosa da região. Os habitantes da comuna são conhecidos (em francês) como Montreuillois.

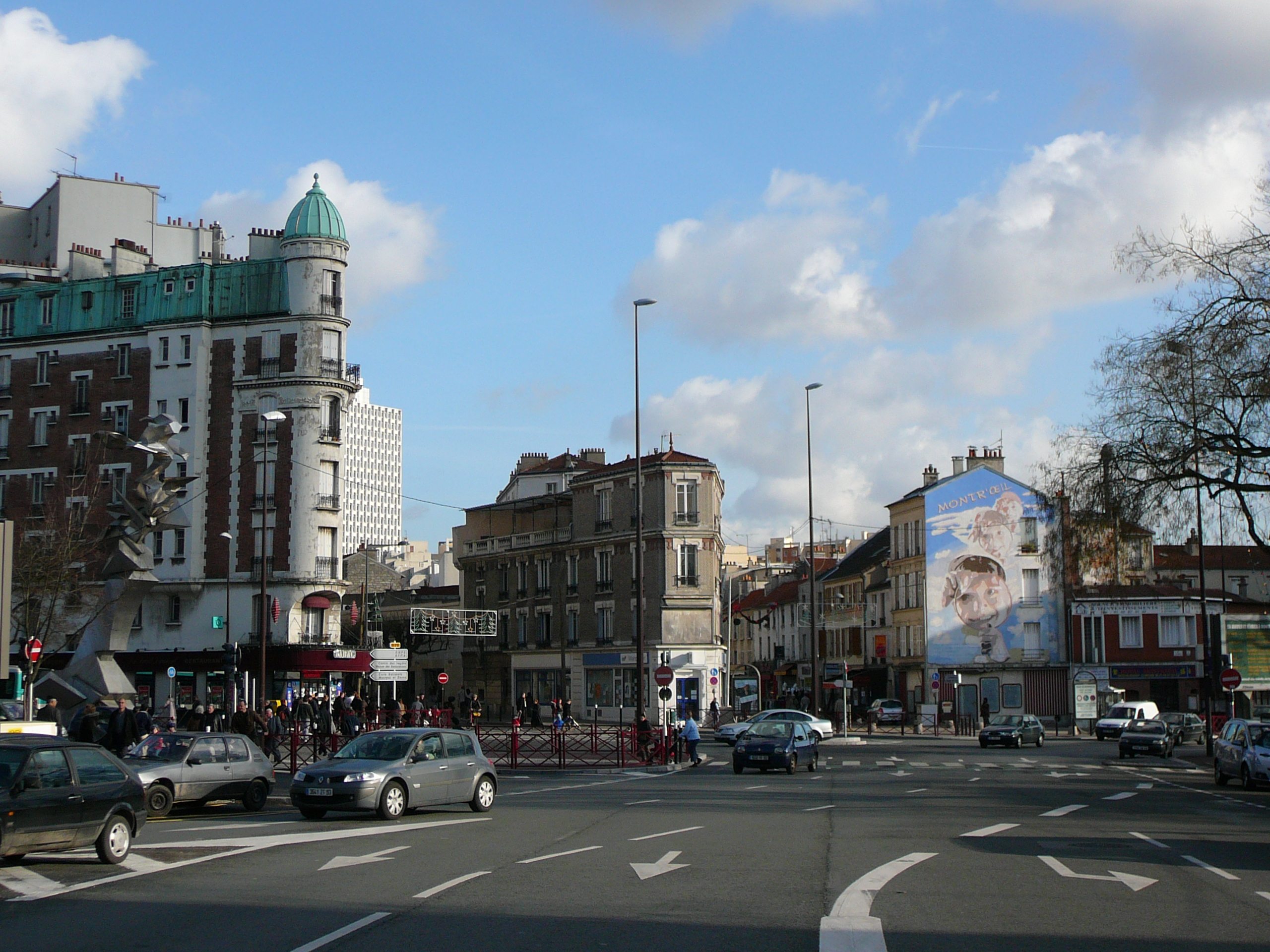
Aspecto do centro

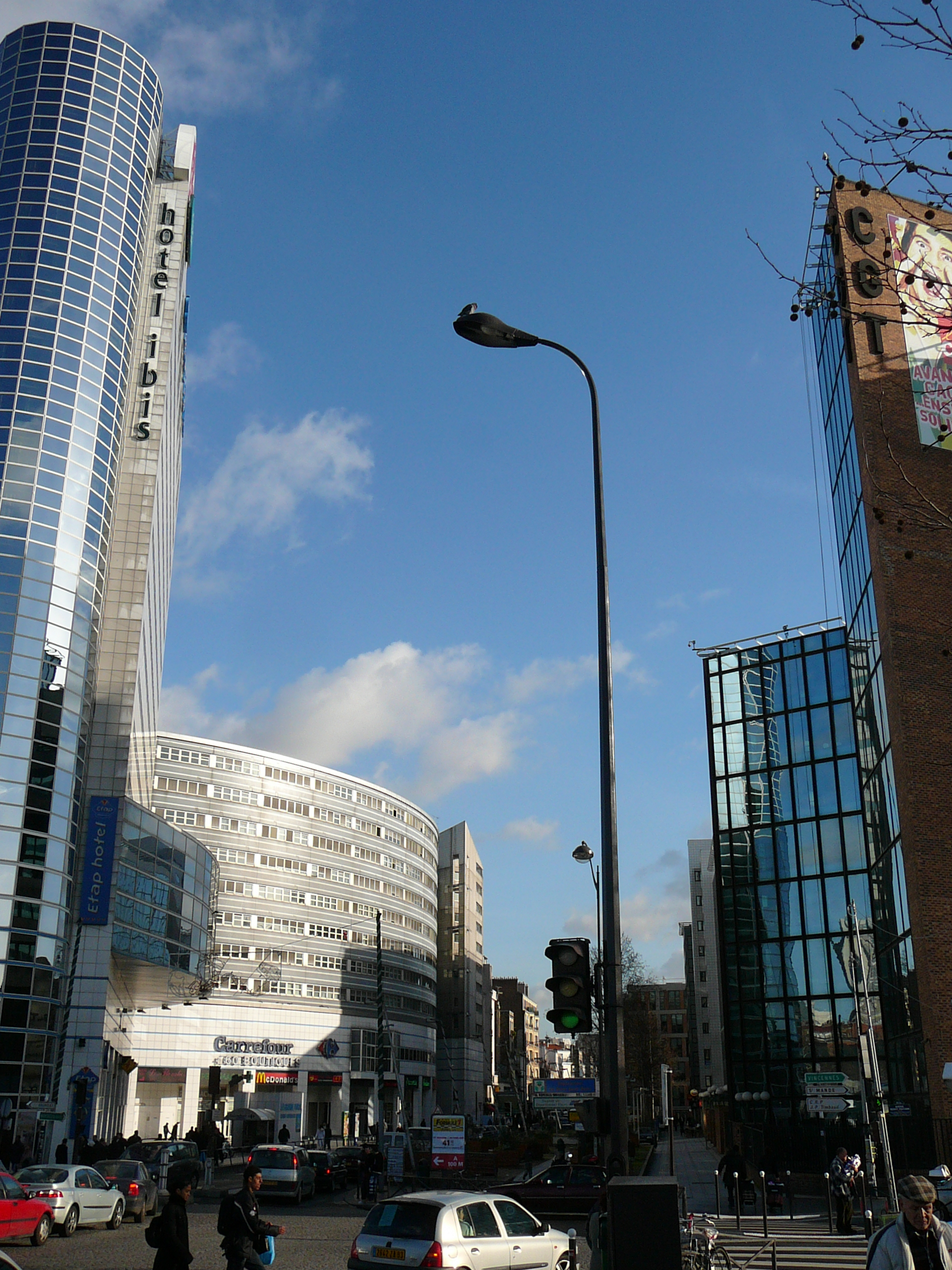
Aspecto da Porta de Montreuil

## Geografia

Situação da vila na região

A comuna se situa nos subúrbios de Paris, ao sul do departamento Seine-Saint-Denis. Ela é limítrofe à cidade de Paris e das comunas seguintes: Bagnolet (93), Romainville (93), Noisy-le-Sec (93), Rosny-sous-Bois (93), Saint-Mandé (94), Vincennes (94), Fontenay-Sous-Bois (94). A comuna situa-se à 7,5 Km da Catedral de Notre Dame, e cobre um território de 892 hectares.

## Toponímia
O nome Montreuil é originário da palavra Monasteriolum (« pequeno monastério » em latim)

## História
O local onde se situa a comuna é habitado desde o período neolítico. Em 2001 arqueólogos descobriram um machado talhado e polido em sílex, na altura do número 25 da rua Ernest Savart. Foram também revelados vestígios do período merovíngio francês. Durante o período dos celtas, esta área fazia parte do território dos Parisii.

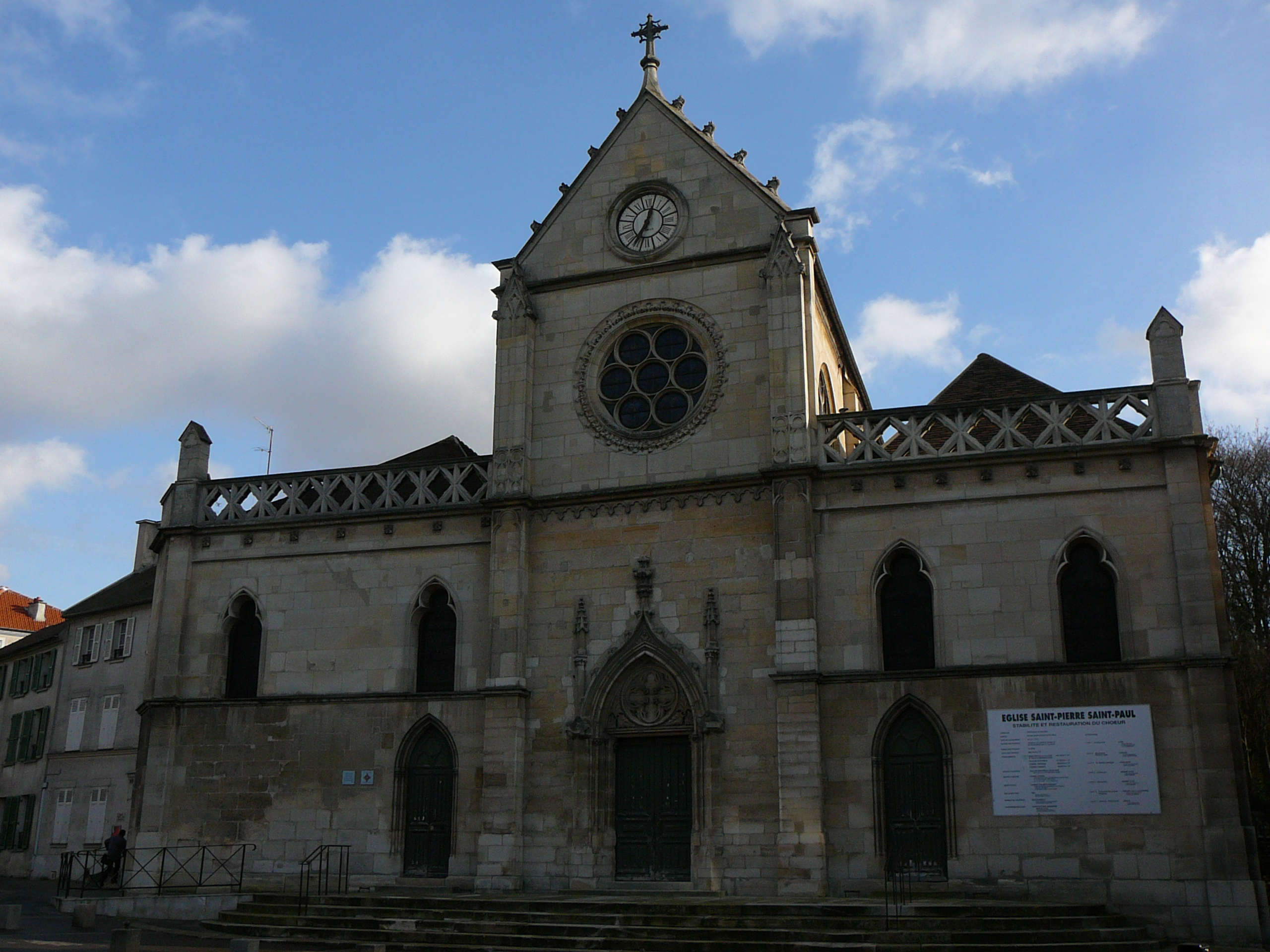
Fachada da igreja Saint Pierre Saint Paul

Na Idade Média, a partir de 1260, as fontes de água de Montreuil passam a alimentar o Castelo de Vincennes, que se localiza próximo da vila. Como gratidão, a vila é liberada da obrigação de pagar uma grande quantidade de impostos à realeza. Por causa destes privilégios, a vila conhece um desenvolvimento econômico. Ao longo dos séculos, a vila alcança importância, e se torna, no século XII um lugar de predileção do alto clero e de poderosos senhores de terra. Um sinal deste desenvolvimento é a construção da igreja de Saint-Pierre-Saint-Paul, que se torna o local de culto do Rei e da corte residente na vizinha Vincennes. O rei Carlos V foi ali batizado. Este período de status duraria até o século XVI, quando os reis da França passam à priorizar outras residências reais, em demérito do Castelo de Vincennes.

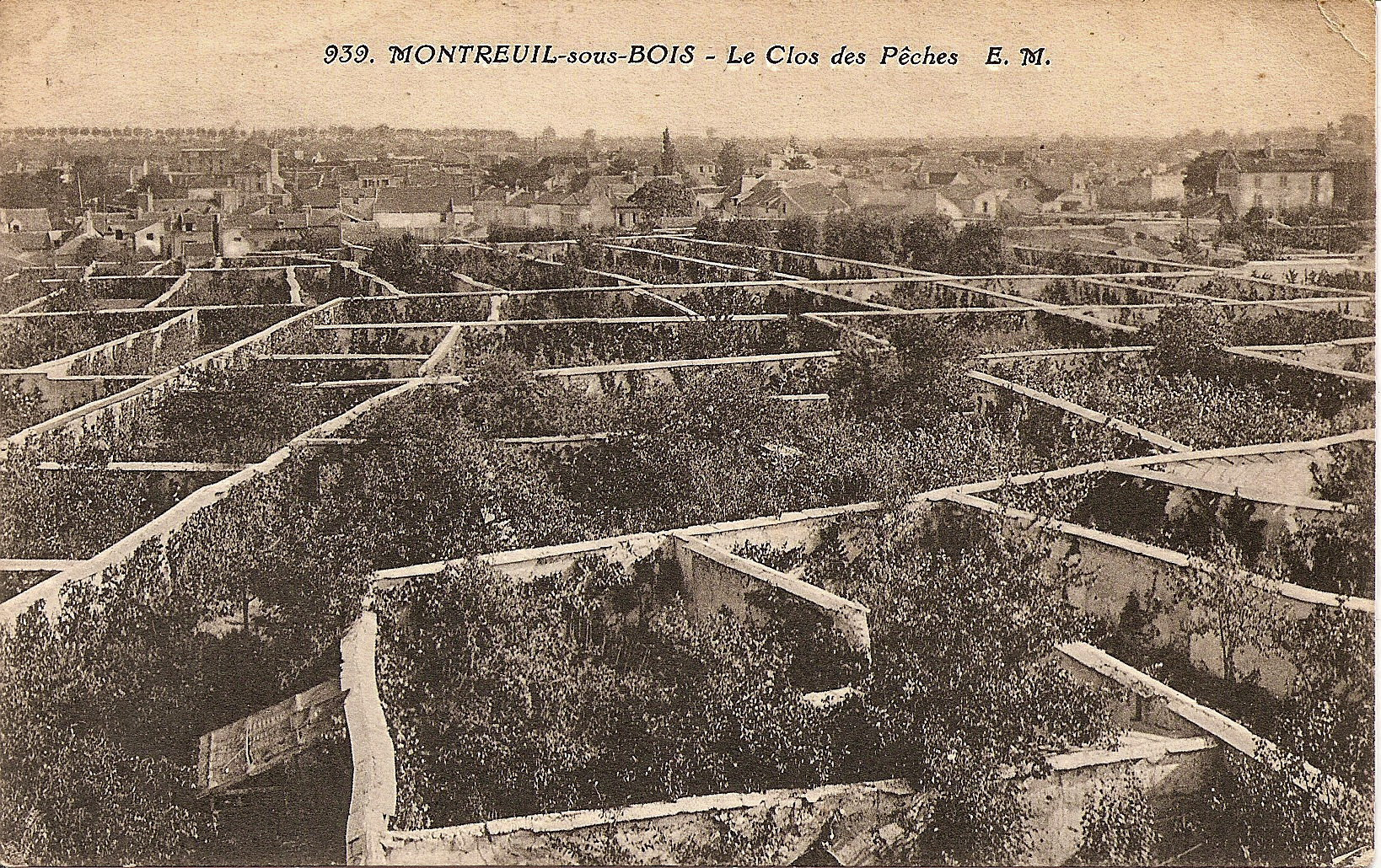
Aspecto da cultura de Pêssegos, Muros de Pêssegos, criada em Montreuil.

Com o declínio deste período aristocrático, a cidade de Montreuil, assim como boa parte das vilas em torno de Paris, passa à dedica-se à cultura de hortaliças e frutas, aproveitando-se de seus recursos hídricos. Montreuil produz uma quantidade importante de uvas, mas sobretudo de pêssegos, que lhe trará ao longo dos anos uma grande reputação. A cidade desenvolve uma técnica de produção chamada de muros de pêssegos (murs à pêches), que consistia em murar as arvores de modo à reter nas pedras das paredes o calor do dia, evitando assim o congelamento das plantas durante as noites frias. Em 1750, das 800 familias da cidade, 600 se ocupam da cultura de pêssegos. Os pêssegos de Montreuil se tornam famosos em toda a Europa, até o início do seculo XX. Mesmo a rainha da Inglaterra e os Czares russos vão conhecer os pêssegos de Montreuil.

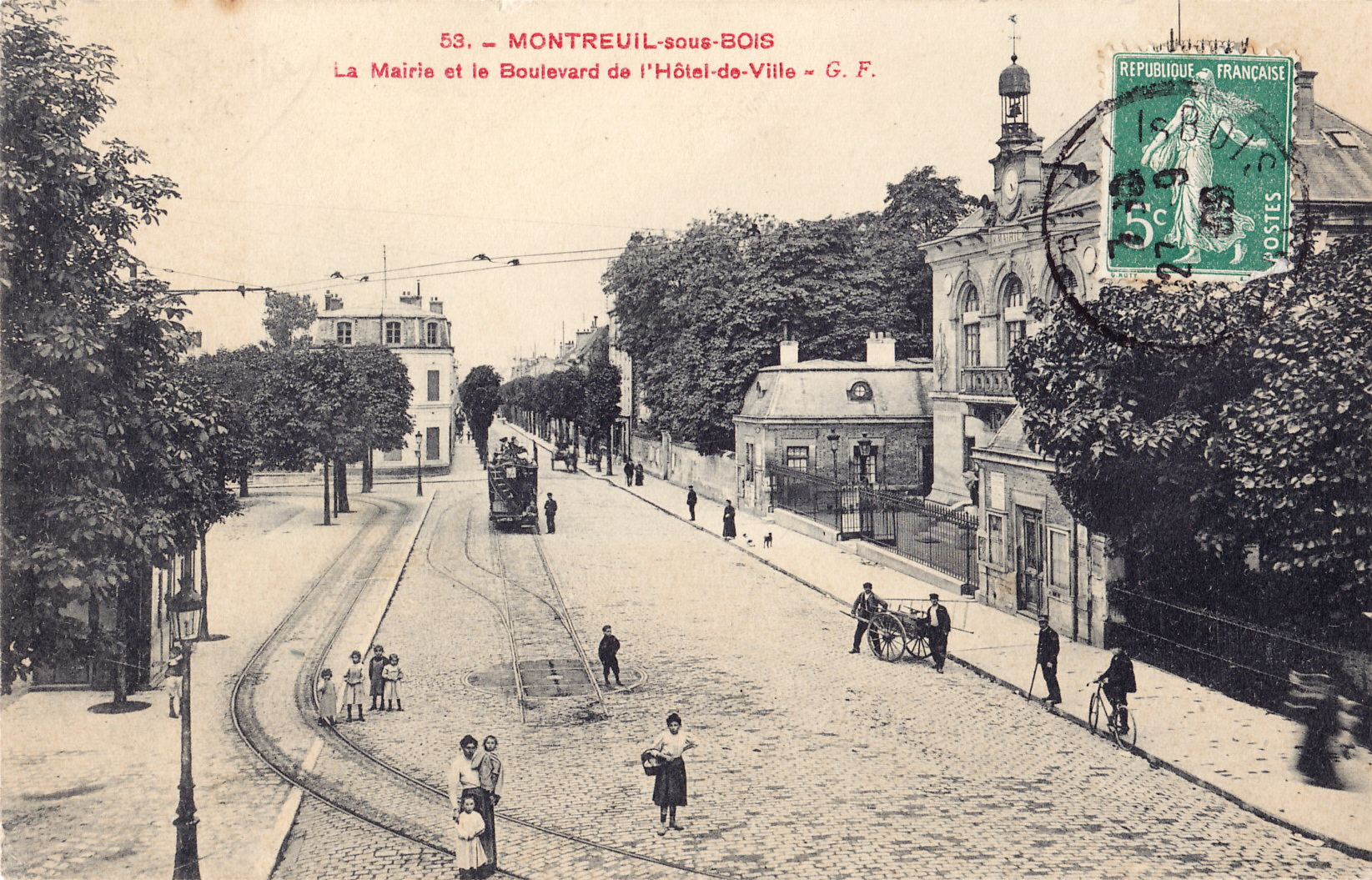
Aspecto do centro no início do século XX

A partir do século XIX, em virtude da sua proximidade imediata com Paris, várias indústrias começaram a se estabelecer em Montreuil, que se tornaria então uma importante cidade industrial. Passam a fazer parte da paisagem usinas de beneficiamento de madeira e peles, fábricas de brinquedos, fábricas de tijolos e de reboco, que exploram o subsolo rico em minério de gesso da região. Essa paisagem industrial definirá o perfil da cidade por muitos anos.

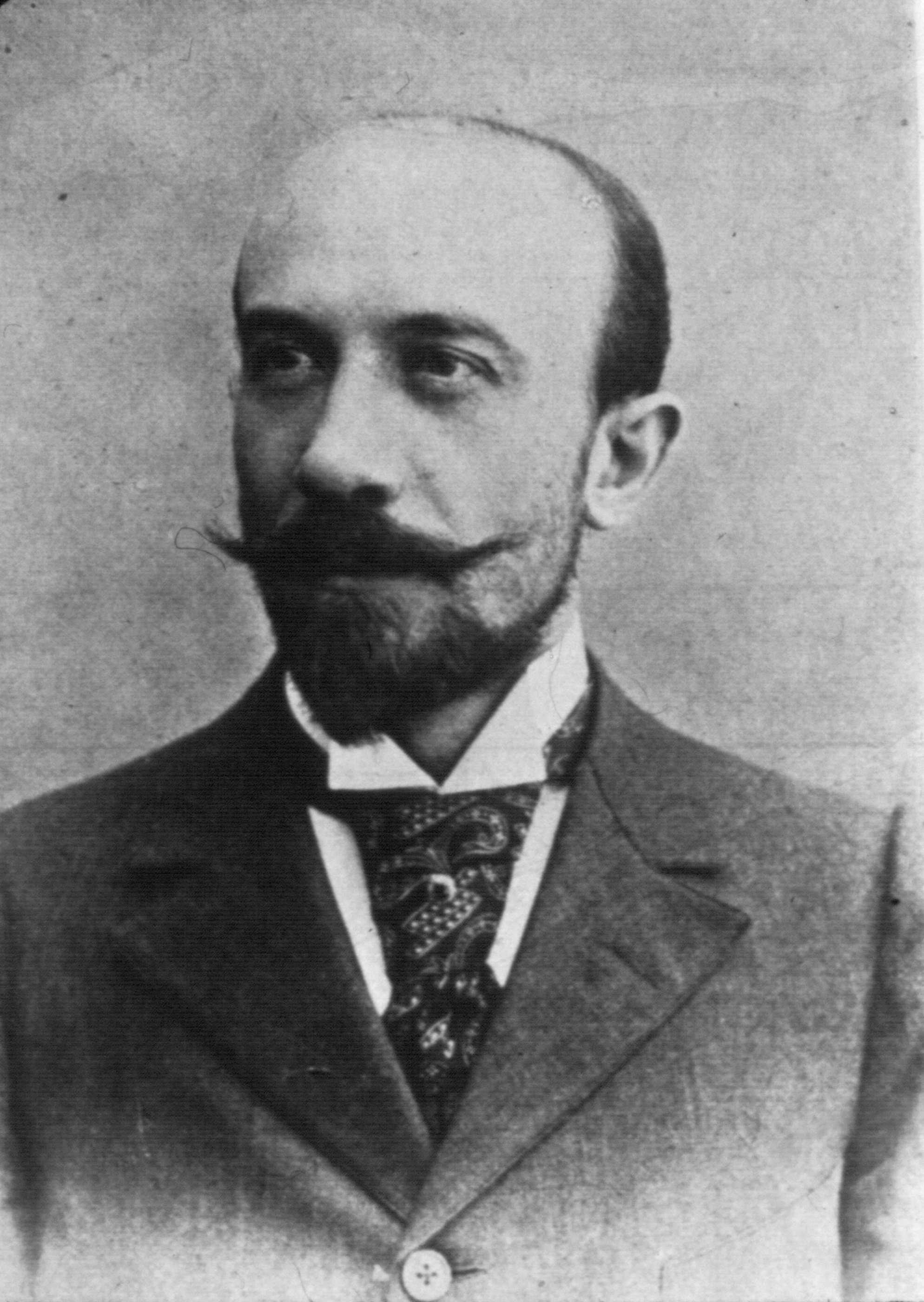
George Meliès: cineasta eternamente ligado a Montreuil.

No limiar da era industrial de Montreuil, um de seus habitantes, o cineasta pioneiro Georges Méliès, constrói na cidade o primeiro estúdio de cinema do mundo, o Star Film. Os irmãos Lumière, assim como Charles Pathé constroem também na localidade outras oficinas cinematográficas. Muitos sucessos cinematográficos do início do século XX são produzidos na cidade, que se torna um polo de referência de cinema. A industria cinematográfica prospera em Montreuil até o final da era do cinema mudo, quando entra em declínio.

## Perfil Social

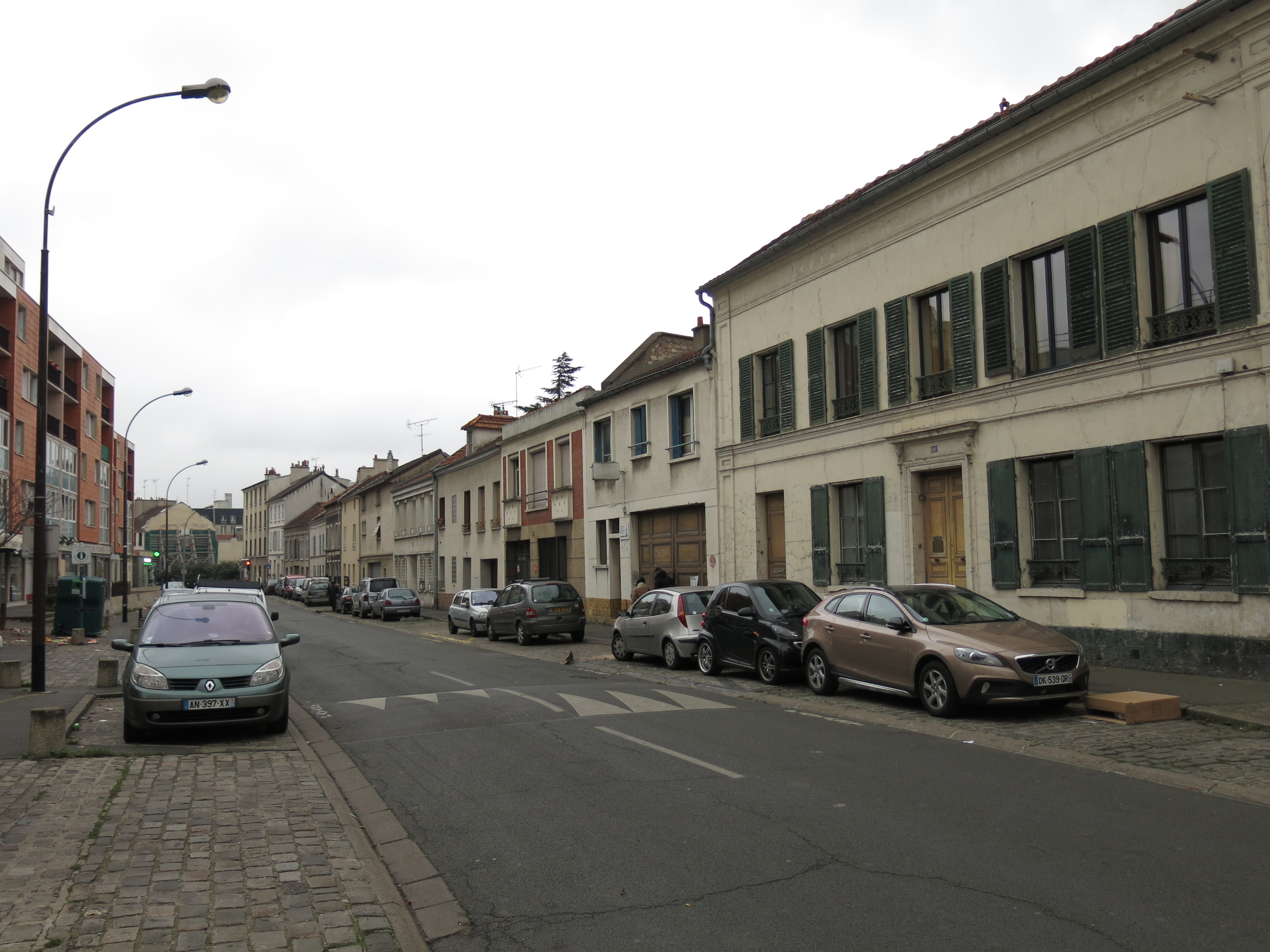
Aspecto de uma rua residencial de Montreuil, composta por casas e pavilhões.

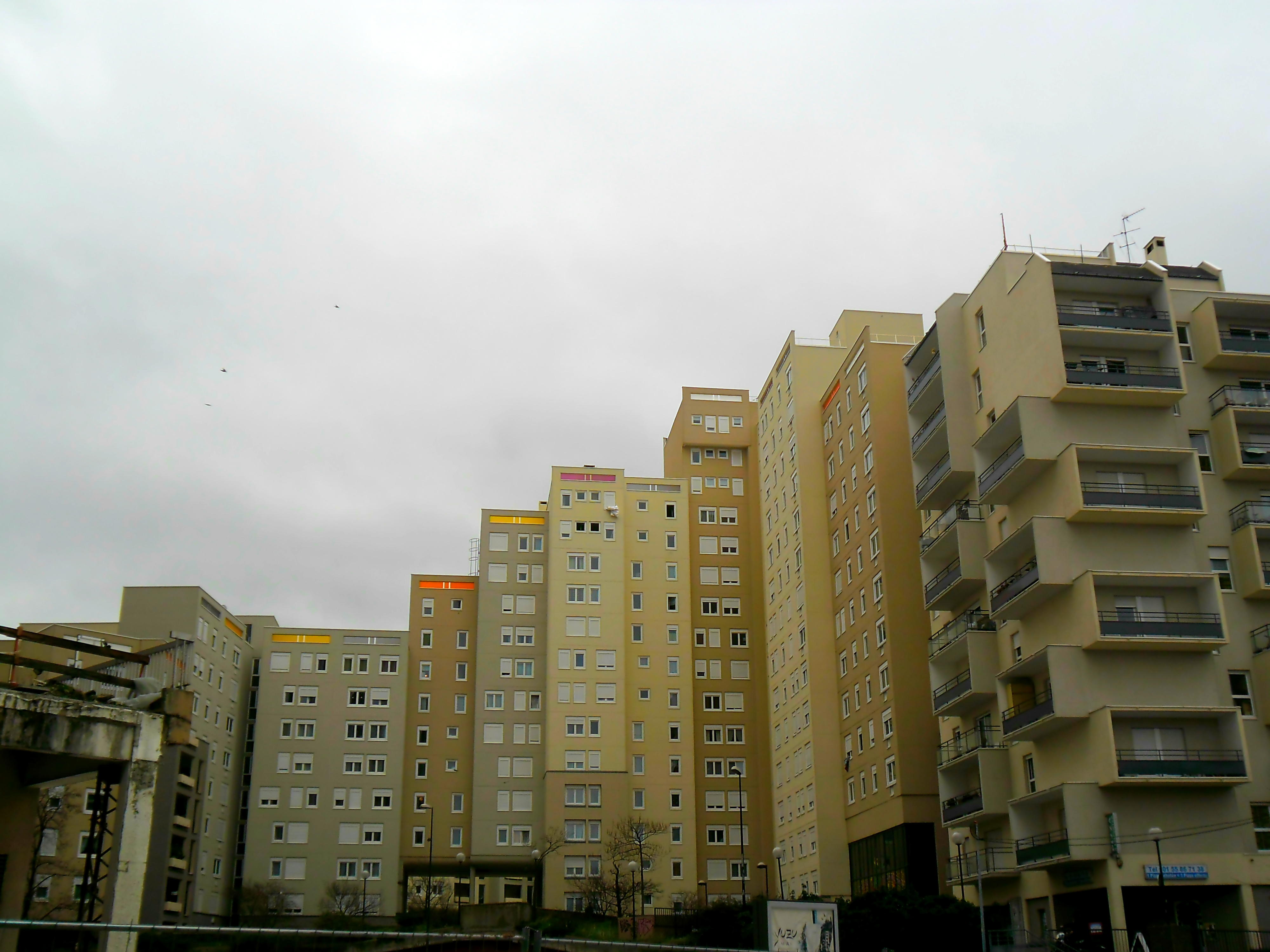
Habitações sociais em Montreuil

Com o crescente desenvolvimento da cidade, Montreuil conhece um aumento importante de sua população ao longo da primeira metade do século XX. Entre 1950 e 1970, complexos de habitações sociais são construídos em massa, sob a forma de residências coletivas para suprir a demanda populacional. Estas estruturas serão em seguida confrontadas aos problemas sociais encontrados na maior parte dos departamentos periféricos da região parisiense, mais particularmente nas zonas urbanas ditas "sensíveis". Hoje, 80 % dos imóveis da cidade são compostos de prédios de apartamentos, dos quais um terço são edificações "sociais".
Os 20 % de imóveis restantes da cidade conferem à Montreuil uma grande diversidade arquitetural decorrente de sua história: antigas sedes de propriedades produtoras de pêssegos, casas de vilas operárias em tijolos, prédios de fábricas desativadas e oficinas, que são reutilizados para fins residenciais e comerciais, inclusive mais recentemente como escritórios, ateliers e estúdios de arte.
Durante a maioria do século XX, a população da cidade se caracterizou pela presença de classes mais populares, sobretudo operárias, e também por uma grande diversidade étnica. Cerca de 90 nacionalidades foram recenseadas na vila, havendo sobretudo uma importante presença de africanos vindos do Mali, o que dá à Montreuil o apelido de "segunda maior cidade do Mali".

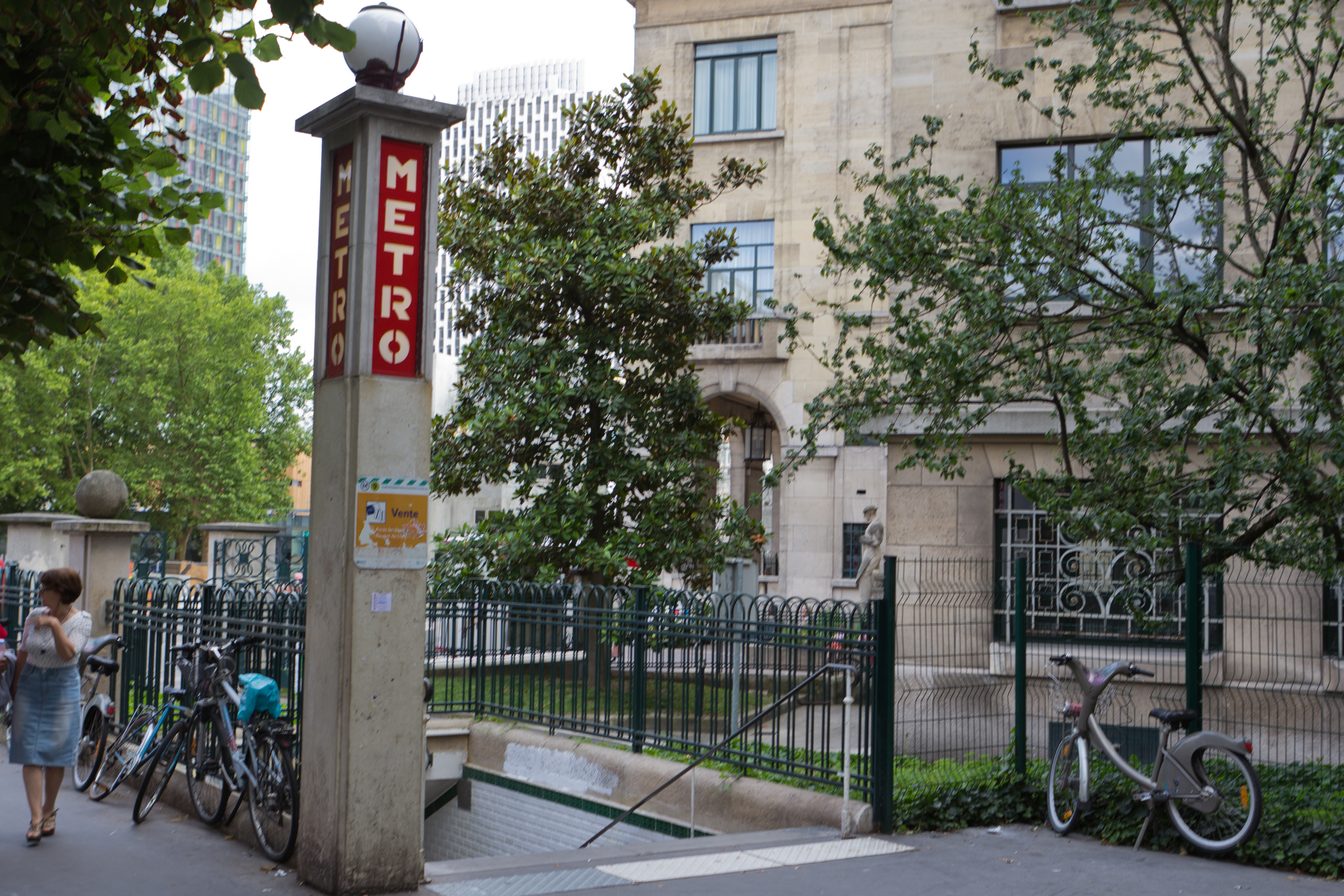
Estação de Metrô Mairie de Montreuil

Entretanto, de acordo com uma pesquisa realizada por Anaïs Collet, da Universidade de Lyon II, nos ultimos 30 anos a cidade vem passando (sobretudo a parte baixa de Montreuil) por um importante processo de gentrificação, caracterizada pelo afluxo importante de pessoas de classe media, artistas e profissionais liberais, ligados principalmente aos espetáculos de arte, cinema, pintura e música. A presença desta nova categoria sócio profissional começa a imprimir uma nova marca ao tecido social local. Este processo de gentrificação se deve sobretudo à proximidade imediata da vila com a cidade à Paris, e ao acesso farto à rede de transportes da área metropolitana, como o Metrô de Paris e o sistema de ônibus, porém com preços de locação e venda dos imóveis mais vantajosos em relação à capital Paris, além da presença de certos aspectos bucólicos que a vila de Montreuil ainda guarda.
Estas transformações sociais já se mostram de maneira importante e durável na região da vila conhecida como "Baixo Montreuil" (Bas-Montreuil), situada nos limites com as vilas de Paris, Bagnolet, Vincennes e Saint-Mandé, com as quais habitam seus habitantes. Progressivamente, o processo de gentrificação se faz perceber em demais regiões do território comunal. O cantor Alain Chamfort fala de Montreuil hoje como sendo o arrondissement « XXI de Paris ».

## Economia

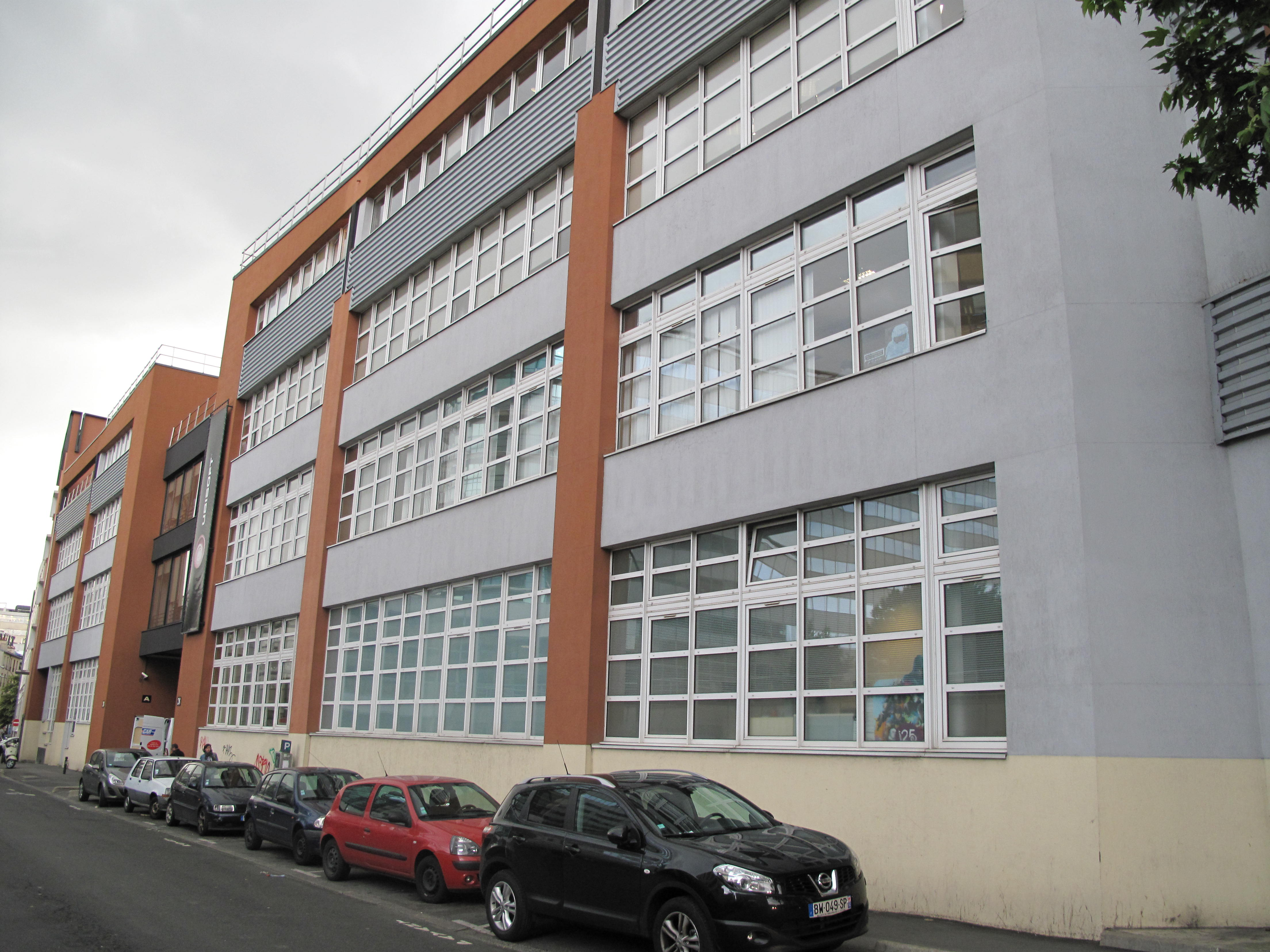
Sede da Ubisoft em Montreuil

Com relação à produção de riquezas, a divisão econômica, por setores, da cidade de Montreuil, se dá da seguinte forma:
- 15 % provém do setor industrial, dando continuidade à uma história que começou no século XIX. Destacam-se a presença da industria textil, de edição de livros, e da metalurgia
- 10 % provém do setor da construção civil, contando com 3 500 empregos gerados por 460 empresas diferentes.
- 45 % provém do setor de serviços : bancos, seguradoras, comunicação, assistência jurídica, publicidade, informática. O grupo BNP Paribas possui diversos imóveis no sul da comuna, inclusive a sede da administração informática mundial do grupo, com mais de 5 mil funcionários. Também o grupo Ubisoft, gigante do desenvolvimento de softwares e games eletrônicos, com filiais em diversos países, possui na cidade sua sede mundial. 30 % provém do setor do comércio.